# Полурыловые
Полуры́ловые (лат. Hemiramphidae) — семейство рыб отряда сарганообразных (Beloniformes), включающее  8 родов и примерно 67 видов. Обитают в тропической и субтропической зонах Атлантического, Индийского и Тихого океанов. Пресноводные виды обитают в Южной Америке. Длина тела составляет от 5 до 55 см (Hemiramphus brasiliensis) и 61 см (Euleptorhamphus velox). Виды рода Euleptorhamphus способны к планирующему полёту на расстояние до 50 м.

## Питание
Морские виды всеядны, питаются водорослями, морской травой, планктоном, беспозвоночными (птероподы, ракообразные) и мелкими рыбами. У некоторых субтропических видов молодь более хищная, чем взрослые особи. Некоторые тропические виды днём питаются животной пищей, а ночью — растительной, тогда как другие виды переходят от плотоядной пищи летом к растительной зимой.
Пресноводные виды более плотоядные, чем морские. Обычно держатся против течения и питаются сносимыми течением личинками насекомых и воздушными насекомыми, падающими на поверхность воды, особенно комарами и пауками.
Служат пищей для многих рыб (марлины, макрели, акулы)
.

## Классификация
В состав семейства включают 8 родов и 67 видов:
- Род Arrhamphus
  - Тупорылый полурыл (Arrhamphus sclerolepis)
- Род Chriodorus
  - Chriodorus atherinoides
- Род Океанические полурылы (Euleptorhamphus)
  - Euleptorhamphus velox
  - Длиннорыл (Euleptorhamphus viridis)

- Род Неритические полурылы (Hemiramphus)
  - Hemiramphus brasiliensis

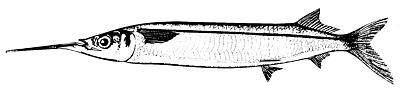
Hemiramphus brasiliensis

  - Полурыл-балао (Hemiramphus balao), или синехвостый полурыл
  - Пятнистый полурыл (Hemiramphus far)
  - Полурыл Лутке (Hemiramphus lutkei)
  - Окаймлённый полурыл (Hemiramphus marginatus)
  - Hemiramphus robustus
  - Hemiramphus saltator

- Род Нижнерылы (Hyporhamphus)
  - Hyporhamphus brederi
  - Hyporhamphus capensis
  - Hyporhamphus gernaerti
  - Hyporhamphus gilli
  - Hyporhamphus improvisus
  - Hyporhamphus intermedius

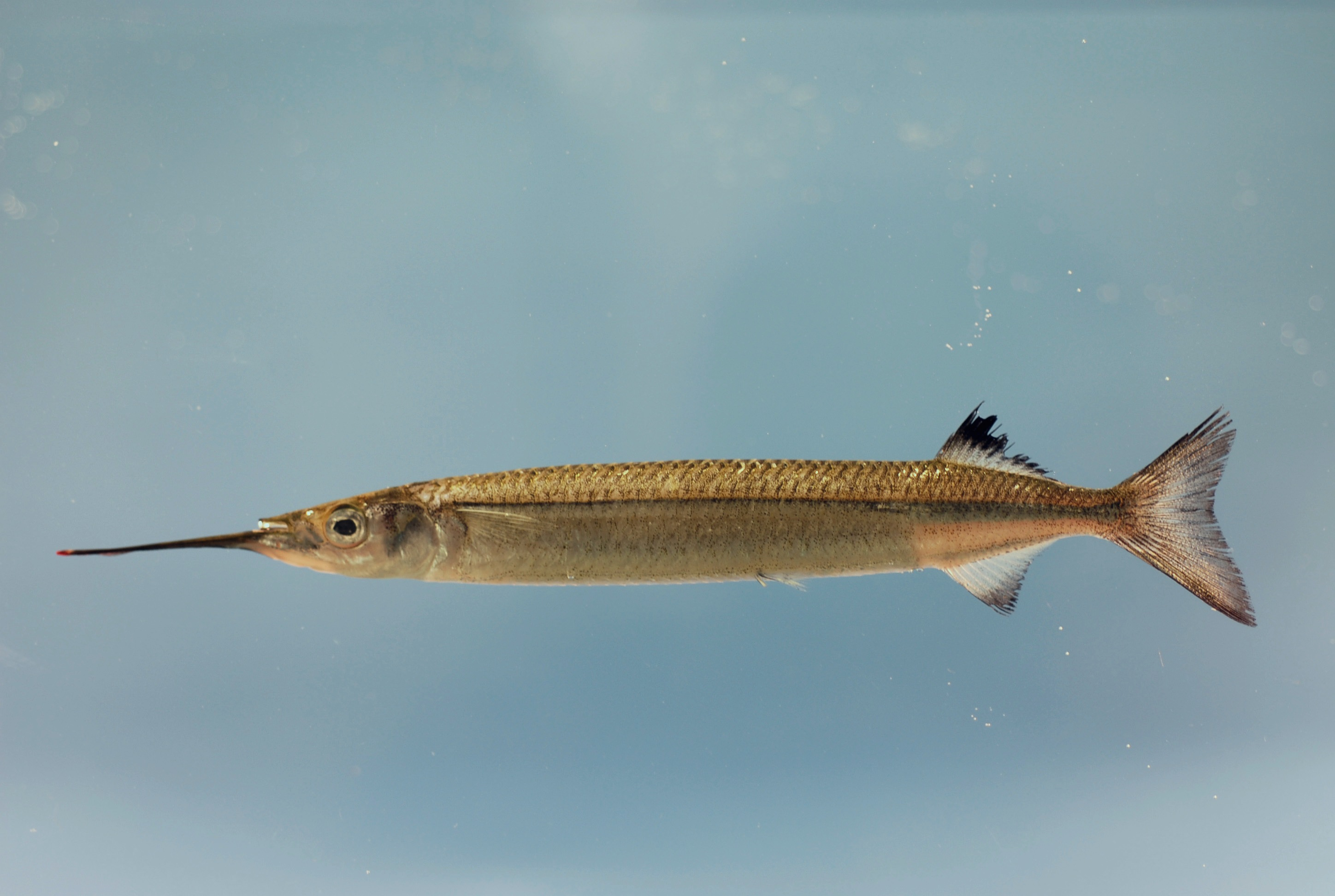
Hyporhamphus meeki

  - Hyporhamphus limbatus — Коромандельский прибрежный полурыл, или коромандельский нижнерыл
  - Hyporhamphus meeki
  - Hyporhamphus melanopterus
  - Hyporhamphus mexicanus
  - Hyporhamphus naos
  - Hyporhamphus neglectissimus
  - Hyporhamphus neglectus
  - Hyporhamphus paucirastris
  - Hyporhamphus picarti
  - Hyporhamphus regularis — Обыкновенный нитерыл, или речной нижнерыл
  - Hyporhamphus roberti
  - Hyporhamphus rosae
  - Японский полурыл (Hyporhamphus sajori)
  - Hyporhamphus sindensis
  - Hyporhamphus snyderi
  - Hyporhamphus taiwanensis
  - Hyporhamphus unicuspis
  - Однополосый нижнерыл (Hyporhamphus unifasciatus)
  - Hyporhamphus xanthopterus
  - Hyporhamphus acutus
  - Hyporhamphus affinis
  - Hyporhamphus australis
  - Балийский нижнерыл (Hyporhamphus balinensis)
  - Рифовый полурыл Дюссюмье (Hyporhamphus dussumieri), или тихоокеанский нижнерыл
  - Hyporhamphus erythrorinchus
  - Hyporhamphus gamberur
  - Hyporhamphus ihi
  - Hyporhamphus melanochir
  - Hyporhamphus quoyi
  - Hyporhamphus yuri
- Род Melapedalion
  - Малоротый полурыл (Melapedalion breve)
- Род Длиннорылы (Rhynchorhamphus)
  - Rhynchorhamphus arabicus
  - Длиннорыл Георги (Rhynchorhamphus georgii), или длиннорылый полурыл
  - Малабарский длиннорыл (Rhynchorhamphus malabaricus)
  - Rhynchorhamphus naga
- Род Oxyporhamphus